# Elyptron cinctum
Elyptron cinctum är en fjärilsart som beskrevs av Saalmüller 1891. Elyptron cinctum ingår i släktet Elyptron och familjen nattflyn. Inga underarter finns listade i Catalogue of Life.